# جوائز إفريقيا ماجيك للمشاهدين
جوائز أفريقيا ماجيك للمشاهدين (بالإنجليزية: Africa Magic Viewers' Choice Awards)‏ هي جائزة سنوية تقدمها شركة (Multichoice) لتقدير الإنجازات البارزة في التلفزيون والأفلام. أقيم أول حفل في لاغوس بولاية لاغوس في نيجيريا في 9 مارس 2013، وتم بثه مباشرة في أكثر من 50 دولة. الأعمال المشاركة تتضمن أفلاما ومسلسلات تلفزيونية تم بثها في العام السابق.

## الفئات[6][7][8][9]
- أفضل ممثل في مسلسل درامي
- أفضل ممثلة في مسلسل درامي
- أفضل ممثلة مساعدة في الدراما
- أفضل ممثل مساعد في الدراما
- أفضل ممثل في فيلم كوميدي
- أفضل ممثلة في فيلم كوميدي
- أفضل فنان مكياج
- أفضل مصمم أزياء
- أفضل مصمم إضاءة
- أفضل محرر صوت
- أفضل مخرج فني
- أفضل مصور سينمائي
- أفضل كاتب (دراما، كوميديا)
- أفضل لغة أصلية (الهوسا)
- أفضل لغة أصلية (إيغبو)
- أفضل لغة أصلية (اليوروبا)
- أفضل لغة أصلية (سواحيلية)
- أفضل فيلم وثائقي
- أفضل فيلم قصير/فيديو على الإنترنت
- أفضل مسلسل تلفزيوني (دراما، كوميديا)
- أفضل فيلم (شرق إفريقيا)
- أفضل فيلم (جنوب إفريقيا)
- أفضل فيلم (غرب إفريقيا)
- أفضل مخرج فيلم
- أفضل فيلم شامل
- أفضل موسيقى تصويرية (فيلم، مسلسل تلفزيوني)
- أفضل مسلسل تلفزيوني
- جائزة تريل بليزر (Trailblazer)
- جائزة الاستحقاق الصناعية